# HMS Wensleydale (L86)
HMS Wensleydale (L86) là một tàu khu trục hộ tống lớp Hunt Kiểu III của Hải quân Hoàng gia Anh Quốc được hạ thủy và nhập biên chế năm 1942. Nó đã hoạt động trong Chiến tranh Thế giới thứ hai cho đến khi mắc tai nạn va chạm với một tàu đổ bộ LST tại Bắc Hải vào ngày 21 tháng 11, 1944. Được xem là tổn thất toàn bộ do không thể sửa chữa có hiệu quả kinh tế, con tàu bị tháo dỡ năm 1947.

## Thiết kế và chế tạo
Wensleydale được đặt hàng vào ngày 23 tháng 8, 1940 cho hãng Yarrow Shipbuilders tại Scotstoun, Glasgow thuộc Scotland trong Chương trình Chiến tranh Khẩn cấp 1940 và được đặt lườn vào ngày 28 tháng 7, 1941. Nó được hạ thủy vào ngày 20 tháng 6, 1942 và nhập biên chế vào ngày 20 tháng 10 năm 1942. Con tàu được cộng đồng dân cư Swinton và Pendlebury thuộc hạt Lancashire đỡ đầu trong khuôn khổ cuộc vận động gây quỹ Tuần lễ Tàu chiến năm 1942. Tên nó được đặt theo rừng săn cáo Wensleydale tại Yorkshire, và là chiếc tàu chiến duy nhất của Hải quân Anh được đặt cái tên này.

## Lịch sử hoạt động

### 1942 - 1943
Sau khi việc chế tạo hoàn tất, Wensleydale tiến hành chạy thử máy từ ngày 30 tháng 10, 1942, và di chuyển đến Tobermory thuộc đảo Mull, Scotland vào tháng 11 để tiếp tục được trang bị hoàn thiện. Nó sau đó đi đến Scapa Flow để gia nhập Hạm đội Nhà, và sang tháng 12 đã hộ tống các đoàn tàu vận tải cho hành trình đi sang Gibraltar; đây là một phần của hoạt động hỗ trợ tiếp theo cho Chiến dịch Torch, cuộc đổ bộ của lực lượng Đồng Minh lên Bắc Phi.
Vào tháng 1, 1943, Wensleydale gia nhập Chi hạm đội Khu trục 15 đặt căn cứ tại Plymouth để tuần tra và bảo vệ các đoàn tàu vận tải tại khu vực eo biển Manche và Khu vực Tiếp cận phía Tây. Trong tháng 3, nó tạm thời được phối thuộc hoạt động cùng Bộ chỉ huy Duyên hải Không quân Hoàng gia Anh và tàu chiến thuộc Khu vực Tiếp cận Tây Bắc để truy lùng tàu ngầm U-boat Đức ra vào Đại Tây Dương. Vào ngày 28 tháng 4, đang khi bảo vệ cho một đoàn tàu vận tải, nó đụng độ với các tàu phóng lôi E-boat Đức và bị hư hại do trúng ngư lôi, phải quay về cảng để sửa chữa. Khi quay trở lại hoạt động, vào ngày 29 tháng 5, nó bị hỏa lực bắn nhầm từ một xuồng máy tuần tra ven biển khiến một người thương vong. Đến ngày 10 tháng 7, nó cùng tàu chị em Melbreak (L73) và tàu khu trục hộ tống Na Uy HNoMS Glaisdale (L44) tấn công một đoàn tàu vận tải đối phương ngoài khơi Ushant, Pháp, và đụng độ với các tàu phóng lôi E-boat theo hộ tống; nó bị hư hại nhẹ trong trận này.
Sau khi được sửa chữa, Wensleydale tiếp nối hoạt động hộ tống vận tải và tuần tra tại khu vực eo biển Manche cho đến ngày 3 tháng 10, khi nó cùng các tàu khu trục Limbourne (L57) và Tanatside (L69) cùng các tàu chị em Grenville (R97) và Ulster (R83) tham gia đợt càn quét bờ biển ngoài khơi Brittany; lực lượng phải rút lui sau khi đụng độ với năm tàu khu trục đối phương. Đến ngày 22 tháng 10, nó cùng tàu tuần dương hạng nhẹ Charybdis (88), các tàu khu trục Grenville và Rocket (H92) và các tàu chị em Limbourne, Talybont (L18) và Stevenstone (L16) tham gia chiến dịch đánh chặn chiếc tàu vượt phong tỏa Münsterland, đang tìm cách vận chuyển nguyên liệu kim loại và cao su từ Brest về Đức. Trong trận Sept-Îles diễn ra đêm hôm đó, Charybdis và Limbourne bị đắm do trúng ngư lôi từ tàu phóng lôi Đức. 

### 1944
Wensleydale tiếp nối hoạt động hộ tống vận tải và tuần tra tại khu vực eo biển Manche. Vào ngày 5 tháng 2, 1944, nó cùng các tàu khu trục chị em Talybont, Brissenden (L79) và Wensleydale đụng độ với một lực lượng đối phương ngoài khơi Brittany, nơi nó bị hư hại nhẹ bởi hỏa lực của một tàu phóng lôi Đức.
Vào ngày 19 tháng 4, Wensleydale cùng với các tàu khu trục Tanatside, Melbreak (L73), HMCS Haida (G63) và Ashanti (F51) và các xuồng phóng lôi thuộc Lực lượng Tuần duyên nhẹ đã hỗ trợ cho hoạt động rải mìn nhằm chuẩn bị cho cuộc Đổ bộ Normandy. Một hoạt động tương tự diễn ra vào ngày 25 tháng 4, khi nó cùng Tanatside bảo vệ cho một hoạt động rải mìn khác, và chịu đựng hỏa lực pháo bờ biển đối phương, nhưng không bị hư hại.
Sang tháng 5, Wensleydale cùng với tàu chị em Brissenden được điều động sang Lực lượng B đặt căn cứ tại Milford Haven, trong thành phần Lực lượng Đặc nhiệm phía Tây dưới quyền chỉ huy chung của Hải quân Hoa Kỳ, để tham gia Chiến dịch Neptune, hoạt động hải quân trong khuôn khổ cuộc đổ bộ Normandy. Nó tham gia hộ tống các đoàn tàu vận tải đang tập trung lực lượng đi lại tại Khu vực Tiếp cận phía Tây và eo biển Manche. Đến ngày 5 tháng 6, Lực lượng B khởi hành từ Milford Haven để băng qua eo biển, và đến sáng ngày D 6 tháng 6 chiếc tàu khu trục đã có mặt ngoài khơi bãi Omaha hộ tống các đoàn tàu vận tải tiếp nối theo sau cuộc đổ bộ ban đầu, và sau đó tuần tra ngăn chặn chống lại sự xâm nhập quấy phá của tàu phóng lôi E-boat đối phương.
Vào ngày 12 tháng 6, Wensleydale cùng với Melbreak và Brissenden đụng độ với tàu E-Boat đối phương, khi hai tàu đối phương bị hư hại. Sang ngày 22 tháng 6, đang khi tuần tra cùng với Tanatside, Brissenden, tàu khu trục Beagle (H30), tàu xà lúp Londonderry (U76), tàu frigate Rowley (K560) cùng các tàu frigate của phe Pháp tự do L’Aventure (F707) và L’Escarmouche (F709), nó bị máy bay ném bom Junkers Ju-88 tấn công, nhưng không chịu thiệt hại. Sau khi Chiến dịch Neptune kết thúc vào ngày 27 tháng 6, nó tiếp tục ở lại khu vực eo biển Manche tuần tra chống tàu ngầm và tàu phóng lôi đối phương.
Vào ngày 3 tháng 7, Wensleydale bị hư hại nhẹ cấu trúc phần trước tàu do tai nạn va chạm với một tàu kéo; nó phải được sửa chữa trước khi tiếp tục nhiệm vụ. Đến ngày 4 tháng 8, nó phối hợp cùng tàu frigate Stayner (K573) để đánh chìm tàu ngầm U-boat U-671 ở tọa độ 50°23′B 00°06′Đ / 50,383°B 0,1°Đ; một số người sống sót đã được cứu vớt. Sang ngày 20 tháng 8, đang khi hộ tống một đoàn tàu vận tải, nó lại góp công cùng các tàu khu trục Forester (H74) và Vidette (D48) trong việc đánh chìm tàu ngầm U-boat U-413 ở tọa độ 50°21′B 00°01′T / 50,35°B 0,017°T; một số người sống sót cũng đã được cứu vớt.
Sang tháng 9, Wensleydale được điều sang Chi hạm đội Khu trục 21 đặt căn cứ tại Sheerness, đảm trách tuần tra và hộ tống vận tải tại khu vực eo biển Manche và Bắc Hải. Vào ngày 21 tháng 11, nó mắc tai nạn va chạm với tàu đổ bộ LST 367 và bị hư hại nặng cấu trúc, phòng động cơ và phòng bánh lái bị ngập nước nặng do các vết nứt lườn tàu. Do bị hỏng nặng quá mức có thể sửa chữa, con tàu được rút về thành phần dự bị và bị bỏ không tại West Hartlepool, trong khi thủy thủ đoàn được điều sang các con tàu mới nhập biên chế.
Cuối cùng Wensleydale bị bán cho hãng BISCO vào ngày 15 tháng 2, 1946, và bị tháo dỡ tại xưởng tàu của hãng Hughes Bolckow tại Blyth vào ngày 25 tháng 2, 1947.